# CoRoT-10b
CoRoT-10b là một ngoại hành tinh ngoài Hệ Mặt Trời và quay quanh ngôi sao CoRoT-10 trong chòm sao Thiên Ưng, nó được phát hiện vào năm 2010 sử dụng gương phản chiếu bằng phương pháp quá cảnh. Với khối lượng ít nhất gấp 2.75 lần khối lượng Sao Mộc, khoảng cách từ CoRoT-10 đến CoRoT-10b là 0.15 AU gần hơn khoảng cách từ Mặt Trời đến Sao Thủy là 0.4 AU. Nếu đặt chu kì tự quay, mất 13 ngày nhanh hơn quỹ đạo Sao Thủy là mất 88 ngày. Hành tinh này là một hành tinh khí khổng lồ.